# Rzeczyca (obwód homelski)
Rzeczyca (biał. Рэчыца, Reczyca; ros. Речица, Rieczica) – miasto w południowo-wschodniej części Białorusi, w obwodzie homelskim, nad Dnieprem i Wiedryczem. Stolica rejonu rzeczyckiego. 64,6 tys. mieszkańców (2010).
Przemysł lekki, spożywczy, chemiczny, maszynowy, poligraficzny oraz stoczniowy., port rzeczny; w pobliżu wydobycie ropy naftowej i gazu ziemnego oraz torfu.

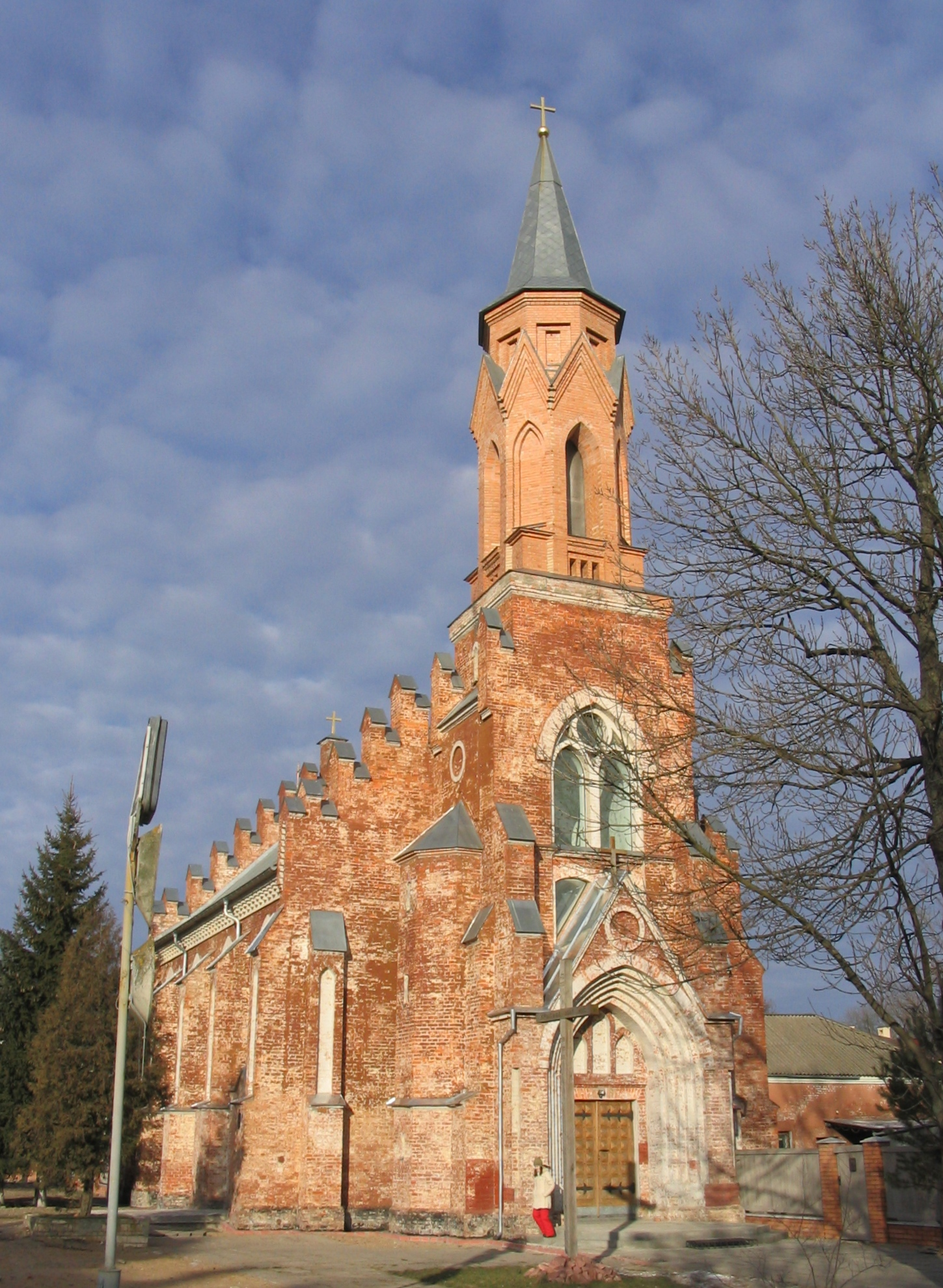
Kościół parafialny pw. Trójcy Świętej w Rzeczycy

## Historia
Miasto królewskie położone było w końcu XVIII wieku w starostwie grodowym rzeczyckim w  powiecie rzeczyckim województwa mińskiego.
Miejsce obrad sejmików ziemskich powiatu rzeczyckiego od XVI wieku do pierwszej połowy XVIII wieku.
W 1909 roku, w czasie wyborów samorządowych, do rady miejskiej zostało wybranych 11 Rosjan i 1 Żyd.
W czasie wojny polsko-bolszewickiej między 6 a 9 maja 1920 roku Rzeczyca została zajęta przez Wojsko Polskie. Dokonała tego Grupa Poleska pod dowództwem gen. Władysława Sikorskiego. Polacy administrowali miastem do czerwca 1920 roku.
W Rzeczycy urodził się Włodzimierz Spasowicz, polski prawnik, działacz społeczny, krytyk literacki, publicysta w Rosji.
Podczas okupacji hitlerowskiej, w listopadzie 1941 roku Niemcy utworzyli getto dla żydowskich mieszkańców. Przebywało w nim około 3000 osób. W grudniu 1941 roku Niemcy zlikwidowali getto, a Żydów zamordowali na terenie getta. 

## Zabytki
- Kościół św. Trójcy z 1896 roku w stylu neogotyckim
- Cerkiew Zaśnięcia NMP z 1842 roku
- Cmentarz żydowski

## Miasta partnerskie
- Satka
- Oknica
- Bielce
- Pryłuki
- Konin - współpraca rozwiązana 4 marca 2022 w związku z rosyjską agresją na Ukrainie[9]

## Przypisy

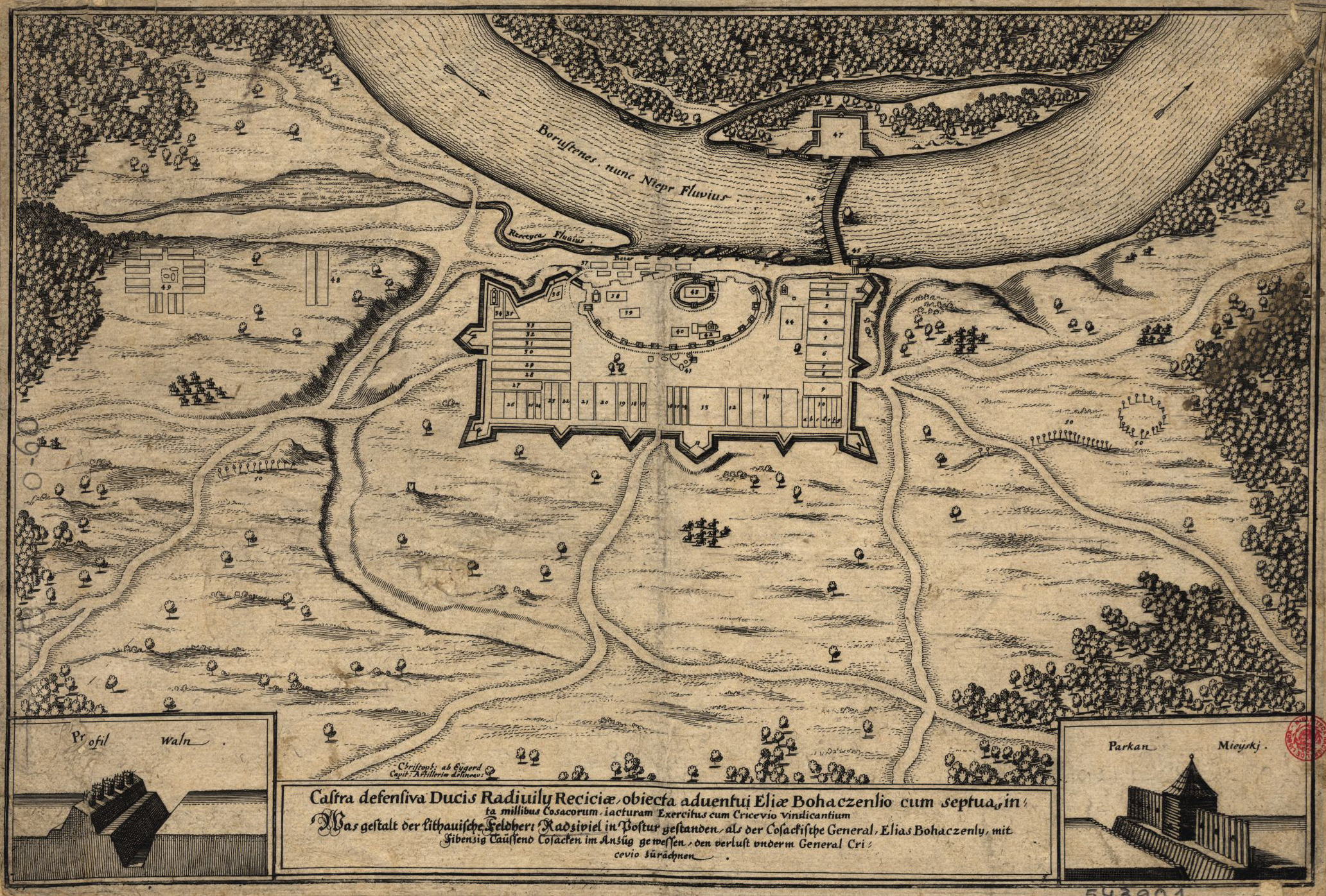
Plan obozu wojsk polskich pod Rzeczycą w 1663 roku